# Neolophonotus io
Neolophonotus io är en tvåvingeart som beskrevs av Jason Gilbert Hayden Londt 1986. Neolophonotus io ingår i släktet Neolophonotus och familjen rovflugor. Inga underarter finns listade i Catalogue of Life.